# Nederlands kampioenschap schaken 2010
Het Nederlands kampioenschap schaken 2010 werd (samen met het Nederlands kampioenschap voor vrouwen) gespeeld van vrijdag 11 t/m zondag 20 juni 2010 op High Tech Campus Eindhoven en gewonnen door Jan Smeets met 6½ punt uit 9 partijen voor Anish Giri (6 pt.) en Sipke Ernst (5½ pt.).

## Eindstand
| plaats | naam               | rating | score |
| ------ | ------------------ | ------ | ----- |
| 1      | Jan Smeets         | 2659   | 6.5   |
| 2      | Anish Giri         | 2642   | 6     |
| 3      | Sipke Ernst        | 2572   | 5.5   |
| 4      | Loek van Wely      | 2653   | 5     |
| 5      | Erwin l'Ami        | 2620   | 5     |
| 6      | Friso Nijboer      | 2567   | 5     |
| 7      | Wouter Spoelman    | 2580   | 4.5   |
| 8      | Benjamin Bok       | 2430   | 3.5   |
| 9      | Robin van Kampen   | 2481   | 2     |
| 10     | Dimitri Reinderman | 2608   | 2     |

nk.schaakbond.nl